# Мохаммед Саїд Фофана
Мохаммед Саїд Фофана (фр. Mohamed Saïd Fofana; нар. 1952) — гвінейський політик, прем'єр-міністр Гвінеї (2010—2015).

## Життєпис
Є представником народності сусу. 1976 року закінчив Політехнічний інститут імені Насера в Конакрі, де вивчав економіку та фінанси. 1980 року закінчив аспірантуру в Румунії. Викладав економіку в коледжі у Гвінеї.
У 1977–1984 роках працював у міністерстві планування та статистики, у 1984-1985 — у міністерстві зовнішньої торгівлі. З 1985 до 2002 року очолював Палату торгівлі, промисловості й сільського господарства. У 2003–2008 роках був національним директором з комерції та конкуренції (фр. Directeur National du Commerce et de la Concurrence), у 2008-2009 — національним директором із зовнішньої торгівлі й конкурентоспроможності (фр. Directeur National du Commerce Extérieur et de la Compétitive).
24 грудня 2010 року президент Альфа Конде призначив його на пост прем'єр-міністра. Кандидатура маловідомого Фофани розглядалась як винагорода для сусу та всього населення південних районів Гвінеї за підтримку Альфи Конде на президентських виборах.